# Cyaniris celestina
Cyaniris celestina är en fjärilsart som beskrevs av Eduard Friedrich Eversmann. Cyaniris celestina ingår i släktet Cyaniris och familjen juvelvingar. Inga underarter finns listade i Catalogue of Life.